# Динчић
Динчић је српскохрватско презиме. Може се односити на следеће особе:
- Слободан Динчић (1982), фудбалер
- Франо Менегело Динчић (1900-1986), медаљер и вајар